# タビニ・フイラアティラ・ノ・テ・アオ・マオイ
タビニ・フイラアティラ・ノ・テ・アオ・マオイ (Tāvini Huira'atira nō te Ao Mā'ohi, 「マオイ人民の奉仕者」の意)はフランス領ポリネシアの政党。フランスからの広範な自治拡張を要求している。

## 歴史
1977年にオスカー・テマールによってポリネシア解放戦線(Front for the Liberation of Polynesia; FLP)として設立された。この党は、1983年にタビニ・フイラアティラ（人民の奉仕者）に改名した。1986年、タビニ・フイラアティラは地域議会で2議席を獲得し、1991年に4議席、1996年に11議席、2001年には13議席を獲得している。2004年、民主連合連立政権(Union for Democracy Coalition)として57議席中24議席を獲得した。
2004年5月23日の立法府議会選挙から2005年2月13日の補欠選挙まで、この党は57議席中27議席を持つ民主連合連立政権(the Union for the Democracy, Union pour la Démocratie)の一員であった。現在はフランス社会党の支部として活動している。
2004年のオスカー・テマールの連立政権プログラムは、最低賃金の150CFPフランへの漸進的上昇、就業時間を午前9時以降とすること、社会福祉の向上、政治上の分権化、教育改革、海外地域圏指定後の仏領ポリネシアの自治制度改革などを盛り込んでいた。